# Воронюк, Николай Никифорович
Никола́й Ники́форович Вороню́к (укр. Микола Никифорович Воронюк; 18 января 1984) — украинский футболист, вратарь.
Воспитанник одесского «Черноморца». В 2001 году находился в составе команды «Машиностроитель» из Дружковки. С 2002 года по 2003 год играл за мини-футбольный клуб СКА (Одесса). Затем в 2004 году был игроком «Черноморца-2». В 2006 году выступал за «Рось» из Белой Церкви, во Второй лиге Украины, а в 2007 году играл за хмельницкое «Подолье» в Первой лиге Украины.
В 2007 году подписал контракт с кишинёвским «Зимбру». Летом 2009 года перешёл в киевский «Арсенал». В начале 2011 года перешёл в польский клуб «Висса», которая выступала в Третьей лиге Польши.

## Биография
Воспитанник одесского «Черноморца». В детско-юношеской футбольной лиге Украины начал выступать в 1998 году за «Черноморец». В 2000 году в ДЮФЛ играл за киевский ЦСКА, после чего вновь за «Черноморец».
В 2001 году находился в составе команды «Машиностроитель» из города Дружковка, Донецкой области. С 2002 года по 2003 год выступал за мини-футбольный клуб СКА из Одессы. В Первой лиге Украины за СКА он сыграл 14 матчей. В декабре 2003 года прибыл на просмотр в «Черноморец-2», который выступал во Второй лиге Украины. В составе команды играл лишь в товарищеских играх. В июне 2005 года принял участие в товарищеском матче за одесский «Сигнал» во встрече против «Черноморца», которая завершилась поражением его команды со счётом (6:1).
В начале 2006 года перешёл в «Рось» из Белой Церкви. 1 апреля 2006 года дебютировал в составе команды во Второй лиге Украины в домашнем матче против криворожского «Кривбасса-2» (2:2), Воронюк отыграл всю игру и пропустил два гола от Сергея Крюкова и Юрия Сулименко. Всего за «Рось» он выступал на протяжении около года и сыграл всего в 5 матчах, в которых пропустил 5 мячей.
В начале 2007 года подписал контракт с хмельницким «Подольем», который выступал в Первой лиге Украины. В составе команды дебютировал 16 апреля 2007 года в домашнем матче против ужгородского «Закарпатья» (1:3), Воронюк вышел в начале второго тайма вместо Виталия Жеребкина. По итогам сезона 2006/07 «Подолье» заняло 18 место из 20 и покинуло Первую лигу. Воронюк в этом сезоне сыграл в 12 играх и пропустил 18 голов.
В сентябре 2007 года подписал четырёхлетний контракт с молдавским «Зимбру» из Кишинёва. В команде взял 22 номер. В феврале 2008 года получил строгий выговор от клуба из-за того, что отказался лететь на второй сбор «Зимбру» в Турцию. Воронюк как и некоторые другие футболисты клуба отказались поехать на сборы из-за невыплаты заработной платы, после этого конфликта с некоторыми игроками «Зимбру» были разорваны контракты.
12 апреля 2008 года дебютировал в чемпионате Молдавии в домашнем матче против «Дачии» (3:2), Воронюк вышел на поле из-за травмы Андриана Негая. В игре отыграл все 90 минут и пропустил два мяча, один автогол от Игоря Андроника и второй гол от Александра Оники. 11 мая 2008 года в матче против «Искры-Сталь» (0:0), Воронюк после столкновения с игроком соперника в середине второго тайма потерял сознание на некоторое время, но всё же продолжил игру.
Всего за «Зимбру» в сезоне 2007/08 провёл 5 матчей в чемпионате Молдовы, в которых пропустил 5 мячей. В Кубке Молдавии он сыграл одну игру, в полуфинале против «Нистру» (2:1). Также в этом сезоне он провёл 1 игру за «Зимбру-2» в Дивизионе «A». В следующем сезоне Воронюк не играл за «Зимбру» в официальных матчах, а только в товарищеских матчах. В мае 2009 года перед Николаем Воронюком были выплачены задолженности по зарплате и вскоре с ним по взаимной договоренности был расторгнут контракт.
Летом 2009 года прибыл на просмотр в киевский «Арсенал». Вскоре подписал контракт с клубом на правах свободного агента. В команде взял 25 номер. Воронюк в «Арсенале» стал третьим вратарём после Виталия Ревы и Сергея Погорелого. В первые полгода в команде он долгое время был травмирован. В конце января 2010 года поехал вместе с командой на сборы в Турцию. Перед началом следующего сезона 2010/11 он взял себе новый 52 номер. За «Арсенал» он так и не сыграл ни одного официального матча и покинул клуб в начале 2011 года. Незадолго до этого он побывал на просмотре в «Александрии».
Позже он перешёл в польский клуб «Висса» из города Щучин. Висса выступала в Третьей лиге Польши, четвёртом по значимости дивизионе страны. 2 апреля 2011 года дебютировал в составе команды в выездном матче против «Вармии», встреча закончилась победой «Виссы» (1:4). В сезоне 2010/11 «Висса» заняла 14 место из 16 и понизилась в классе. Воронюк сыграл в 10 матчах, в которых пропустил 13 мячей. В августе 2011 года прибыл на просмотр в лодзинский «Видзев».